# Лікома (острів)

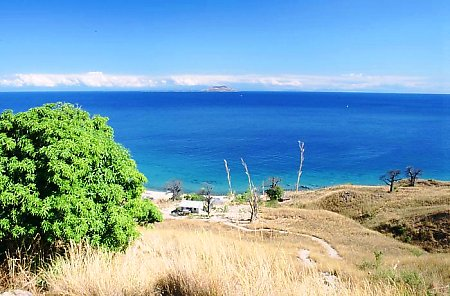
Вид на озеро Ньяса з острова Лікома в напрямку острова Чізумулу. На горизонті — малавійський берег Ньяси.

Ліко́ма (англ. Likoma) — один із двох населених островів в озері Ньяса (другий — менший за нього Чізумулу — лежить неподалік на північному заході), розташований біля його східного узбережжя. Хоча острів належить Малаві, він розташований всередині мозамбіцького сектору озера за декілька кілометрів від містечка Кобве на мозамбіцькому березі, і зусібіч оточений мозамбіцькими територіальними водами; таким чином, острів є малавійським ексклавом. Такий політичний розподіл пояснюється тим, що на острові першими влаштували місію англіканські місіонери, які прийшли із заходу з Ньясаленду (Малаві), а не португальці, які колонізували Мозамбік.
Географічні координати: 12°04′ пд. ш. 34°44′ сх. д. / 12.067° пд. ш. 34.733° сх. д.
Острів площею 18 км² разом із меншим островом Чізумулу складає округ Лікома Центральної провінції Малаві. Столиця округу — містечко Лікома на південному березі острова. Населення — 6529 (1977), 8047 (1998) осіб.
На острові є аеродром; дістатися до нього можна літаком зі столиці Малаві Лілонгве, або по воді: між островом і портом Нката-Бей на малавійському березі підтримується регулярне пароплавне сполучення. Малі судна та човни дхоу ходять до острова Чізумулу і до Кобве на мозамбіцькому березі. Острів не має жодної гавані, тому судна стають на якір неподалік від берега, а вантаж та пасажири доставляються на берег човнами.
Острів скелястий і безплідний, його поверхня покрита переважно трав'янистими пустками, серед яких росте велика кількість баобабів. Також зустрічаються купи мангових дерев.
Основним видом економічної активності є рибальство. Сільське господарство дуже обмежене; хоча тут вирощуються деякі зернові культури, більшість харчових продуктів до острова завозиться. Електрика виробляється дизельними генераторами, які вимикаються після 23:00 для збереження пального, яке теж завозиться. Дороги на острові не асфальтовані; тут є декілька автомобілів, але переважно жителі переміщуються по острову пішки.
Визначною пам'яткою острова є кафедральний собор, побудований англіканськими місіонерами в 1911 році. Англіканська місія на острові була влаштована в 1885 році.